# Copa Libertadores 2009
De Copa Libertadores 2009 was de 50ste editie van de Copa Libertadores. De loting vond plaats in Asunción. Het toernooi werd georganiseerd door de CONMEBOL, de Zuid-Amerikaanse voetbalfederatie. Estudiantes de La Plata won het toernooi voor de vierde keer door in de finale te winnen van Cruzeiro EC

## Gekwalificeerde teams
Aan deze editie van de Copa Libertadores doen 38 teams mee. 26 teams zijn automatisch gekwalificeerd voor de groepsfase en 12 teams spelen de voorrondes.
Kwalificatiemethode
| Land                           | Team                    | Kwalificatiemethode                                         |
| ------------------------------ | ----------------------- | ----------------------------------------------------------- |
| Argentinië 5 deelnemers        | Lanús                   | Winnaar Apertura 2007                                       |
| Argentinië 5 deelnemers        | River Plate             | Winnaar Clausura 2008                                       |
| Argentinië 5 deelnemers        | Boca Juniors            | Winnaar Apertura 2008                                       |
| Argentinië 5 deelnemers        | San Lorenzo             | Best Geplaatste team na Apertura '07 en Clausura '08        |
| Argentinië 5 deelnemers        | Estudiantes de La Plata | Tweede best geplaatste team na Apertura '07 en Clausura '08 |
| Bolivia 3 deelnemers           | Universitario de Sucre  | Winnaar Apertura 2008                                       |
| Bolivia 3 deelnemers           | Club Aurora             | Winnaar Clausura 2008                                       |
| Bolivia 3 deelnemers           | Real Potosí             | Winnaar Play-offs 2008                                      |
| Brazilië 5 deelnemers          | São Paulo               | Winnaar Campeonato Brasileiro Série A 2008                  |
| Brazilië 5 deelnemers          | Sport Recife            | Winnaar Copa do Brasil 2008                                 |
| Brazilië 5 deelnemers          | Grêmio                  | 2e plaats Campeonato Brasileiro Série A 2008                |
| Brazilië 5 deelnemers          | Cruzeiro                | 3de plaats Campeonato Brasileiro Série A 2008               |
| Brazilië 5 deelnemers          | Palmeiras               | 4de plaats Campeonato Brasileiro Série A 2008               |
| Chili 3 deelnemers             | Everton                 | Winnaar Apertura 2008                                       |
| Chili 3 deelnemers             | Colo-Colo               | Winnaar Clausura 2008                                       |
| Chili 3 deelnemers             | Universidad de Chile    | Nummer 1 Groepsfase Clausura 2008                           |
| Colombia 3 deelnemers          | Boyacá Chicó            | Winnaar Apertura 2008                                       |
| Colombia 3 deelnemers          | América de Cali         | Winnaar Finalización 2008                                   |
| Colombia 3 deelnemers          | Independiente Medellín  | Best geplaatste team na het seizoen 2008                    |
| Ecuador 3+1 deelnemers         | LDU Quito               | Copa Libertadores 2008 Titelhouder                          |
| Ecuador 3+1 deelnemers         | Deportivo Quito         | Winnaar Liguilla Finale 2008                                |
| Ecuador 3+1 deelnemers         | Deportivo Cuenca        | Nummer 3 Liguilla Finale 2008                               |
| Ecuador 3+1 deelnemers         | El Nacional             | Nummer 4 Liguilla Finale 2008                               |
| Mexico 3 deelnemers (CONCACAF) | San Luis                | Best Geplaatste team na het reguliere seizoen               |
| Mexico 3 deelnemers (CONCACAF) | Guadalajara             | Winnaar InterLiga 2009                                      |
| Mexico 3 deelnemers (CONCACAF) | Pachuca                 | Nummer 2 InterLiga 2009                                     |
| Paraguay 3 deelnemers          | Libertad                | Winnaar Apertura 2008                                       |
| Paraguay 3 deelnemers          | Guaraní                 | Winnaar Clausura 2008                                       |
| Paraguay 3 deelnemers          | Nacional                | Beste geplaatste team                                       |
| Peru 3 deelnemers              | Universitario           | Winnaar Apertura 2008                                       |
| Peru 3 deelnemers              | Universidad San Martín  | Winnaar Clausura 2008                                       |
| Peru 3 deelnemers              | Sporting Cristal        | Beste geplaatste team                                       |
| Uruguay 3 deelnemers           | Defensor Sporting       | Winnaar Seizoen 2007-08                                     |
| Uruguay 3 deelnemers           | Nacional                | Winnaar Liguilla Pre-Libertadores 2008                      |
| Uruguay 3 deelnemers           | Peñarol                 | Nummer 2 Liguilla Pre-Libertadores 2008                     |
| Venezuela 3 deelnemers         | Caracas FC              | Winnaar Apertura 2007                                       |
| Venezuela 3 deelnemers         | Deportivo Táchira       | Winnaar Clausura 2008                                       |
| Venezuela 3 deelnemers         | Deportivo Anzoátegui    | Beste geplaatste team                                       |

## Voorronde
Aan de voorrondes doen 12 teams mee en er wordt gespeeld volgens het knock-outsysteem. In twee wedstrijden wordt bepaald welke teams zich plaatsen voor de groepsfase.
| Team 1                 | Tot.    | Team 2                  | 1e wedstr. | 2e wedstr. |
| ---------------------- | ------- | ----------------------- | ---------- | ---------- |
| Independiente Medellín | 4-0     | Peñarol                 | 4-0        | 0-0        |
| Sporting Cristal       | 2-2 (U) | Estudiantes de La Plata | 2-1        | 0-1        |
| El Nacional            | 3-8     | Nacional                | 0-5        | 3-3        |
| Deportivo Anzoátegui   | 2-3     | Deportivo Cuenca        | 2-0        | 0-3        |
| Palmeiras              | 7-1     | Real Potosí             | 5-1        | 2-0        |
| Universidad de Chile   | 2-2 (U) | Pachuca                 | 1-0        | 1-2        |

## Groepsfase
Aan de groepsfase doen 32 teams mee. 26 teams direct geplaatste teams, aangevuld met de zes winnaars uit de voorrondes. De teams zijn ingedeeld in acht groepen van vier en spelen een hele competitie. De nummers een en twee plaatsen zich voor de volgende ronde.
|  | Teams gekwalificeerd voor de Laatste 16 |
|  | Uitgeschakeld                           |

In de uitslagenlijst is het thuisteam in de linkerkolom geplaatst.

### Groep 1
| Team         | Pld | W | D | L | GF | GA | GD | Pts |
| ------------ | --- | - | - | - | -- | -- | -- | --- |
| Sport Recife | 6   | 4 | 1 | 1 | 10 | 7  | +3 | 13  |
| Palmeiras    | 6   | 3 | 1 | 2 | 9  | 7  | +2 | 10  |
| Colo-Colo    | 6   | 2 | 1 | 3 | 9  | 7  | +2 | 7   |
| LDU Quito    | 6   | 1 | 1 | 4 | 6  | 13 | −7 | 4   |

|              | COL | LDU | PAL | SPO |
| ------------ | --- | --- | --- | --- |
| Colo-Colo    |     | 3–0 | 0–1 | 1–2 |
| LDU Quito    | 1–1 |     | 3–2 | 2–3 |
| Palmeiras    | 1–3 | 2–0 |     | 1–1 |
| Sport Recife | 2–1 | 2–0 | 0–2 |     |

### Groep 2
| Team              | Pld | W | D | L | GF | GA | GD  | Pts |
| ----------------- | --- | - | - | - | -- | -- | --- | --- |
| Boca Juniors      | 6   | 5 | 0 | 1 | 11 | 3  | +8  | 15  |
| Deportivo Cuenca  | 6   | 3 | 1 | 2 | 9  | 4  | +5  | 10  |
| Deportivo Táchira | 6   | 3 | 0 | 3 | 6  | 9  | −3  | 9   |
| Guaraní           | 6   | 0 | 1 | 5 | 5  | 15 | −10 | 1   |

|                   | BOC | CUE | TÁC | GUA |
| ----------------- | --- | --- | --- | --- |
| Boca Juniors      |     | 1–0 | 3–0 | 3–1 |
| Deportivo Cuenca  | 1–0 |     | 3–1 | 4–0 |
| Deportivo Táchira | 0–1 | 1–0 |     | 2–1 |
| Guaraní           | 1–3 | 1–1 | 1–2 |     |

### Groep 3
| Team          | Pld | W | D | L | GF | GA | GD | Pts |
| ------------- | --- | - | - | - | -- | -- | -- | --- |
| Nacional      | 6   | 4 | 2 | 0 | 12 | 3  | +9 | 14  |
| U. San Martín | 6   | 2 | 2 | 2 | 7  | 9  | −2 | 8   |
| River Plate   | 6   | 2 | 1 | 3 | 7  | 9  | −2 | 7   |
| Nacional      | 6   | 1 | 1 | 4 | 7  | 12 | −5 | 4   |

|                | NA(P) | NA(U) | RIV | USM |
| -------------- | ----- | ----- | --- | --- |
| Nacional (PAR) |       | 0–3   | 4–2 | 1–1 |
| Nacional (URU) | 3–1   |       | 3–0 | 2–1 |
| River Plate    | 1–0   | 0–0   |     | 3–0 |
| U. San Martín  | 2–1   | 1–1   | 2–1 |     |

### Groep 4
| Team                   | Pld | W | D | L | GF | GA | GD | Pts |
| ---------------------- | --- | - | - | - | -- | -- | -- | --- |
| São Paulo              | 6   | 4 | 1 | 1 | 10 | 6  | +4 | 13  |
| Defensor Sporting      | 6   | 2 | 2 | 2 | 5  | 5  | 0  | 8   |
| Independiente Medellín | 6   | 1 | 4 | 1 | 6  | 6  | 0  | 7   |
| América de Cali        | 6   | 0 | 3 | 3 | 3  | 7  | −4 | 3   |

|                   | AMÉ | DEF | IND | SPO |
| ----------------- | --- | --- | --- | --- |
| América de Cali   |     | 0–0 | 1–1 | 1–3 |
| Defensor Sporting | 1–0 |     | 4–3 | 0–1 |
| Ind. Medellín     | 0–0 | 0–0 |     | 2–1 |
| São Paulo         | 2–1 | 2–1 | 1–1 |     |

### Groep 5
| Team                   | Pld | W | D | L | GF | GA | GD | Pts |
| ---------------------- | --- | - | - | - | -- | -- | -- | --- |
| Cruzeiro               | 6   | 4 | 1 | 1 | 9  | 5  | +4 | 13  |
| Estudiantes            | 6   | 3 | 1 | 2 | 9  | 4  | +5 | 10  |
| Deportivo Quito        | 6   | 2 | 2 | 2 | 6  | 9  | −3 | 8   |
| Universitario de Sucre | 6   | 0 | 2 | 4 | 2  | 8  | −6 | 2   |

|                 | CRU | QUI | EST | UNI |
| --------------- | --- | --- | --- | --- |
| Cruzeiro        |     | 2–0 | 3–0 | 2–0 |
| Deportivo Quito | 1–1 |     | 1–0 | 3–1 |
| Estudiantes     | 4–0 | 4–0 |     | 1–0 |
| Universitario   | 0–1 | 1–1 | 0–0 |     |

### Groep 6
| Team        | Pld | W | D | L | GF | GA | GD | Pts |
| ----------- | --- | - | - | - | -- | -- | -- | --- |
| Caracas     | 6   | 3 | 1 | 2 | 7  | 4  | +3 | 10  |
| Guadalajara | 6   | 2 | 3 | 1 | 9  | 6  | +3 | 9   |
| Everton     | 6   | 2 | 2 | 2 | 7  | 10 | −3 | 8   |
| Lanús       | 6   | 0 | 4 | 2 | 5  | 8  | −3 | 4   |

|             | CAR | EVE | GUA | LAN |
| ----------- | --- | --- | --- | --- |
| Caracas     |     | 1–0 | 2–0 | 3–1 |
| Everton     | 1–0 |     | 1–1 | 1–1 |
| Guadalajara | 1–0 | 6–2 |     | 0–0 |
| Lanús       | 1–1 | 1–2 | 1–1 |     |

### Groep 7
| Team                 | Pld | W | D | L | GF | GA | GD  | Pts |
| -------------------- | --- | - | - | - | -- | -- | --- | --- |
| Grêmio               | 6   | 5 | 1 | 0 | 11 | 1  | +10 | 16  |
| Universidad de Chile | 6   | 3 | 1 | 2 | 8  | 6  | +2  | 10  |
| Boyacá Chicó         | 6   | 3 | 0 | 3 | 8  | 8  | 0   | 9   |
| Aurora               | 6   | 0 | 0 | 6 | 3  | 15 | −12 | 0   |

|                | AUR | BOY | GRÊ | UCH |
| -------------- | --- | --- | --- | --- |
| Aurora         |     | 0–3 | 1–2 | 1–2 |
| Boyacá Chicó   | 2–1 |     | 0–1 | 3–0 |
| Grêmio         | 3–0 | 3–0 |     | 0–0 |
| Univ. de Chile | 3–0 | 3–0 | 0–2 |     |

### Groep 8
| Team          | Pld | W | D | L | GF | GA | GD | Pts |
| ------------- | --- | - | - | - | -- | -- | -- | --- |
| Libertad      | 6   | 4 | 0 | 2 | 7  | 5  | +2 | 12  |
| Club San Luis | 6   | 2 | 2 | 2 | 7  | 7  | 0  | 8   |
| Universitario | 6   | 2 | 2 | 2 | 6  | 7  | −1 | 8   |
| San Lorenzo   | 6   | 2 | 0 | 4 | 6  | 7  | −1 | 6   |

|               | LIB | SLO | SLU | UNI |
| ------------- | --- | --- | --- | --- |
| Libertad      |     | 2–0 | 0–2 | 2–1 |
| San Lorenzo   | 0–1 |     | 4–1 | 2–0 |
| San Luis      | 0–1 | 2–0 |     | 2–2 |
| Universitario | 2–1 | 1–0 | 0–0 |     |

## Knock-outfase
De Knock-outfase wordt gespeeld tussen de zestien teams van de groepsfase. Het bestaat uit vier fases: Laatste 16, kwartfinale, halve finale en de finale. Door de Mexicaanse griep in Mexico spelen de Mexicaanse teams San Luis en Guadalajara hun thuisduels in het El Campín stadium, in Bogota, Colombia, in een dubbele wedstrijd op 6 mei 2009. Op 1 mei werd bekendgemaakt dat de Mexicaanse clubs zijn geweerd om hun thuisduels in Bogota te spelen. Het is nog niet bekend waar de clubs nu hun thuisduels zullen spelen. Op 9 mei werd bekend dat de Mexicaanse voetbalbond de Mexicaanse clubs terugtrekt uit het toernooi

### Laatste 16
| Team 1       | Tot.          | Team 2               | 1e wedstr. | 2e wedstr. |
| ------------ | ------------- | -------------------- | ---------- | ---------- |
| Grêmio       | 6-1           | U. San Martín        | 3−1        | 3-0        |
| Boca Juniors | 1-4           | Defensor Sporting    | 2-2        | 1-2        |
| Nacional     | walkover      | San Luis             | −-         | −-         |
| São Paulo    | Walkover      | Guadalajara          | −-         | −-         |
| Cruzeiro     | 3-1           | Universidad de Chile | 2−1        | 1-0        |
| Sport Recife | 3-3 (1-3 pen) | Palmeiras            | 0-1        | 1(1)−0(3)  |
| Libertad     | 1-4           | Estudiantes          | 0−3        | 1-1        |
| Caracas      | 3-3 (U)       | Deportivo Cuenca     | 1−2        | 4−0        |

### Heenduels
|                          |              |         |              | |
| 5 mei 2009 21:15 (UTC−3) | Palmeiras    | 1 – 0   | Sport Recife | Palestra Italia (Parque Antarctica), São Paulo Toeschouwers: 31.986 Scheidsrechter: Sergio Pezzota |
| 5 mei 2009 21:15 (UTC−3) | Ortigoza 75' | Verslag |              | Palestra Italia (Parque Antarctica), São Paulo Toeschouwers: 31.986 Scheidsrechter: Sergio Pezzota |

|                          |                        |         |                        |                                                                |
| 6 mei 2009 19:50 (UTC−3) | Universidad San Martín | 1 – 3   | Grêmio                 | Estadio Alejandro Villanueva, Lima Scheidsrechter: Carlos Vera |
| 6 mei 2009 19:50 (UTC−3) | Arzuaga 34'            | Verslag | Souza 9' López 46' 61' | Estadio Alejandro Villanueva, Lima Scheidsrechter: Carlos Vera |

|                          |                           |         |            |                                                                              |
| 7 mei 2009 15:20 (UTC−5) | Deportivo Cuenca          | 2 – 1   | Caracas    | Estadio Alejandro Serrano Aguilar, Cuenca Scheidsrechter: Víctor Hugo Rivera |
| 7 mei 2009 15:20 (UTC−5) | Teixeira 58' Villalba 69' | Verslag | Cichero 3' | Estadio Alejandro Serrano Aguilar, Cuenca Scheidsrechter: Víctor Hugo Rivera |

|                          |                                        |         |          |                                                                                        |
| 7 mei 2009 19:40 (UTC−3) | Estudiantes                            | 3 – 0   | Libertad | Estadio Ciudad de La Plata, La Plata Toeschouwers: 20.912 Scheidsrechter: Carlos Simon |
| 7 mei 2009 19:40 (UTC−3) | G. Fernández 1' Boselli 64' (pen.) 70' | Verslag |          | Estadio Ciudad de La Plata, La Plata Toeschouwers: 20.912 Scheidsrechter: Carlos Simon |

|                          |                         |         |                        |                                                              |
| 7 mei 2009 22:00 (UTC−3) | Defensor Sporting       | 2 – 2   | Boca Juniors           | Estadio Centenario, Montevideo Scheidsrechter: Carlos Torres |
| 7 mei 2009 22:00 (UTC−3) | Gaglianone 45' Mora 84' | Verslag | Palermo 3' Palacio 56' | Estadio Centenario, Montevideo Scheidsrechter: Carlos Torres |

|                          |                      |         |                                 |                                                            |
| 7 mei 2009 21:00 (UTC−4) | Universidad de Chile | 1 – 2   | Cruzeiro                        | Estadio Nacional, Santiago Scheidsrechter: Jorge Larrionda |
| 7 mei 2009 21:00 (UTC−4) | Villalobos 85'       | Verslag | Soares 8' Marquinhos Paraná 52' | Estadio Nacional, Santiago Scheidsrechter: Jorge Larrionda |

|             |          |  |          |  |
| Geannuleerd | San Luis |  | Nacional |  |
| Geannuleerd |          |  |          |  |

|             |             |  |           |  |
| Geannuleerd | Guadalajara |  | São Paulo |  |
| Geannuleerd |             |  |           |  |

### Returns
|                           |              |         |           | |
| 12 mei 2009 20:15 (UTC−3) | Sport Recife | 1 – 0   | Palmeiras | Estádio Adelmar Costa Carvalho (Ilha do Retiro), Recife Toeschouwers: 28.487 Scheidsrechter: Carlos Chandía |
| 12 mei 2009 20:15 (UTC−3) | Wilson 83'   | Verslag |           | Estádio Adelmar Costa Carvalho (Ilha do Retiro), Recife Toeschouwers: 28.487 Scheidsrechter: Carlos Chandía |

|                                       |       | strafschoppen               |  |
| Luciano Henrique Igor Fumagalli Dutra | 1 – 3 | Mozart Marcão Danilo Armero |  |

Palmeiras gaat door na strafschoppen
|                              |                                                     |         |                  |                                                            |
| 12 mei 2009 21:15 (UTC−4:30) | Caracas                                             | 4 – 0   | Deportivo Cuenca | Estadio Olímpico UCV, Caracas Scheidsrechter: Pablo Lunati |
| 12 mei 2009 21:15 (UTC−4:30) | Figueroa 24' (pen.) Prieto 42' Rentería 52' Rey 73' | Verslag |                  | Estadio Olímpico UCV, Caracas Scheidsrechter: Pablo Lunati |

Caracas gaat door op doelsaldo 5–2
|                           |                       |        |                        |                                                                                              |
| 13 mei 2009 21:50 (UTC−3) | Grêmio                | 2 – 0  | Universidad San Martín | Estádio Olímpico Monumental, Porto Alegre Toeschouwers: 23.839 Scheidsrechter: Antonio Arias |
| 13 mei 2009 21:50 (UTC−3) | Jonas 17' Herrera 74' | Report |                        | Estádio Olímpico Monumental, Porto Alegre Toeschouwers: 23.839 Scheidsrechter: Antonio Arias |

Grêmio gaat door op punten 6−0
|                           |            |        |                      | |
| 14 mei 2009 19:30 (UTC−3) | Cruzeiro   | 1 – 0  | Universidad de Chile | Estádio Governador Magalhães Pinto (Mineirão), Belo Horizonte Toeschouwers: 36.898 Scheidsrechter: Héctor Baldassi |
| 14 mei 2009 19:30 (UTC−3) | Kléber 74' | Report |                      | Estádio Governador Magalhães Pinto (Mineirão), Belo Horizonte Toeschouwers: 36.898 Scheidsrechter: Héctor Baldassi |

Cruzeiro gaat door op punten 6–0
|                           |          |       |             |                                          |
| 12 mei 2009 21:00 (UTC−3) | Libertad | 0 – 0 | Estudiantes | Asunción Scheidsrechter: Roberto Silvera |
| 12 mei 2009 21:00 (UTC−3) | Verslag  |       |             | Asunción Scheidsrechter: Roberto Silvera |

Estudiantes gaat door op punten 4–1
|                           |              |        |                   |                                                                                                  |
| 21 mei 2009 19:50 (UTC−3) | Boca Juniors | 0 – 1  | Defensor Sporting | Estadio Alberto J. Armando (La Bombonera), Buenos Aires Scheidsrechter: Salvio Fagundes (Brazil) |
| 21 mei 2009 19:50 (UTC−3) |              | Report | De Souza 27'      | Estadio Alberto J. Armando (La Bombonera), Buenos Aires Scheidsrechter: Salvio Fagundes (Brazil) |

Defensor Sporting wint met 4-1 na twee wedstrijden.
|             |          |  |          |  |
| Geannuleerd | Nacional |  | San Luis |  |
| Geannuleerd |          |  |          |  |

|             |           |  |             |  |
| Geannuleerd | São Paulo |  | Guadalajara |  |
| Geannuleerd |           |  |             |  |

## Kwartfinale
| Team 1      | Tot. | Team 2            | 1e wedstr. | 2e wedstr. |
| ----------- | ---- | ----------------- | ---------- | ---------- |
| Grêmio      | QF1  | Caracas           | 1−1        | 0−0        |
| Estudiantes | QF2  | Defensor Sporting | 1−0        | 1−0        |
| Nacional    | QF3  | Palmeiras         | 1−1        | 0−0        |
| São Paulo   | QF4  | Cruzeiro          | 1−2        | 0−2        |

### Heenduels
|                           |                                  |        |                |                                                                              |
| 27 mei 2009 21:50 (UTC−3) | Cruzeiro                         | 2 – 1  | São Paulo      | Mineirão, Belo Horizonte Toeschouwers: 52.906 Scheidsrechter: Carlos Chandía |
| 27 mei 2009 21:50 (UTC−3) | Leonardo Silva 45' Zé Carlos 65' | Report | Washington 57' | Mineirão, Belo Horizonte Toeschouwers: 52.906 Scheidsrechter: Carlos Chandía |

|                              |            |        |                  |                                                           |
| 27 mei 2009 20:20 (UTC−4:30) | Caracas    | 1 – 1  | Grêmio           | Estadio Olímpico, Caracas Scheidsrechter: Roberto Silvera |
| 27 mei 2009 20:20 (UTC−4:30) | Cichero 2' | Report | Fábio Santos 75' | Estadio Olímpico, Caracas Scheidsrechter: Roberto Silvera |

|                           |                   |        |              |                                                          |
| 28 mei 2009 19:30 (UTC−3) | Defensor Sporting | 0 – 1  | Estudiantes  | Estadio Centenario, Montevideo Scheidsrechter: Juan Soto |
| 28 mei 2009 19:30 (UTC−3) |                   | Report | Desábato 13' | Estadio Centenario, Montevideo Scheidsrechter: Juan Soto |

|                           |                 |        |            |                                                           |
| 28 mei 2009 22:00 (UTC−3) | Palmeiras       | 1 – 1  | Nacional   | Parque Antártica, São Paulo Scheidsrechter: Carlos Torres |
| 28 mei 2009 22:00 (UTC−3) | Diego Souza 55' | Report | García 80' | Parque Antártica, São Paulo Scheidsrechter: Carlos Torres |

### Returns
|                            |          |       |           |                                                            |
| 17 juni 2009 19:20 (UTC−3) | Nacional | 0 - 0 | Palmeiras | Estadio Centenario, Montevideo Scheidsrechter: Carlos Vera |
| 17 juni 2009 19:20 (UTC−3) | Report   |       |           | Estadio Centenario, Montevideo Scheidsrechter: Carlos Vera |

|                            |           |        |                                |                                                           |
| 17 juni 2009 21:50 (UTC−3) | São Paulo | 0 - 2  | Cruzeiro                       | Estádio Morumbi, São Paulo Scheidsrechter: Sergio Pezzota |
| 17 juni 2009 21:50 (UTC−3) |           | Report | Henrique 51' Kléber 81' (pen.) | Estádio Morumbi, São Paulo Scheidsrechter: Sergio Pezzota |

|                            |        |       |         |                                                                         |
| 17 juni 2009 21:50 (UTC−3) | Grêmio | 0 - 0 | Caracas | Estádio Olímpico Monumental, Porto Alegre Scheidsrechter: Carlos Torres |
| 17 juni 2009 21:50 (UTC−3) | Report |       |         | Estádio Olímpico Monumental, Porto Alegre Scheidsrechter: Carlos Torres |

|              |             |        |                   |                                                                 |
| 18 juni 2009 | Estudiantes | 1 - 0  | Defensor Sporting | Estadio Ciudad de La Plata, La Plata Scheidsrechter: Óscar Ruiz |
| 18 juni 2009 | Benítez 13' | Report |                   | Estadio Ciudad de La Plata, La Plata Scheidsrechter: Óscar Ruiz |

## Halve finale
| Team 1      | Tot. | Team 2   | 1e wedstr. | 2e wedstr. |
| ----------- | ---- | -------- | ---------- | ---------- |
| Cruzeiro    | 5-3  | Grêmio   | 1-3        | 2-2        |
| Estudiantes | 3-1  | Nacional | 1-0        | 2-1        |

### Heenduels
|                            |                                                |         |           |                                                                             |
| 24 juni 2009 21:50 (UTC−3) | Cruzeiro                                       | 3 – 1   | Grêmio    | Mineirão, Belo Horizonte Toeschouwers: 51.696 Scheidsrechter: Enrique Osses |
| 24 juni 2009 21:50 (UTC−3) | Wellington Paulista 38' Wágner 47' Fabinho 67' | Verslag | Souza 78' | Mineirão, Belo Horizonte Toeschouwers: 51.696 Scheidsrechter: Enrique Osses |

|                            |             |         |          |                                                                  |
| 25 juni 2009 19:30 (UTC−3) | Estudiantes | 1 – 0   | Nacional | Estadio Ciudad de La Plata, La Plata Scheidsrechter: René Ortubé |
| 25 juni 2009 19:30 (UTC−3) | Galván 14'  | Verslag |          | Estadio Ciudad de La Plata, La Plata Scheidsrechter: René Ortubé |

### Returns
|                           |            |         |                    |                                                                                   |
| 1 juli 2009 21:15 (UTC−3) | Nacional   | 1 – 2   | Estudiantes        | Estadio Centenario, Montevideo Toeschouwers: 46.983 Scheidsrechter: Carlos Torres |
| 1 juli 2009 21:15 (UTC−3) | Medina 75' | Verslag | Boselli 52', 90+1' | Estadio Centenario, Montevideo Toeschouwers: 46.983 Scheidsrechter: Carlos Torres |

|                           |                     |         |                              |                                                                                           |
| 2 juli 2009 21:50 (UTC−3) | Grêmio              | 2 – 2   | Cruzeiro                     | Estádio Olímpico Monumental, Porto Alegre Toeschouwers: 40.452 Scheidsrechter: Óscar Ruiz |
| 2 juli 2009 21:50 (UTC−3) | Rever 55' Souza 75' | Verslag | Wellington Paulista 34', 36' | Estádio Olímpico Monumental, Porto Alegre Toeschouwers: 40.452 Scheidsrechter: Óscar Ruiz |

## Finale
| Team 1   | Tot. | Team 2      | 1e wedstr. | 2e wedstr. |
| -------- | ---- | ----------- | ---------- | ---------- |
| Cruzeiro | 1−2  | Estudiantes | 0−0        | 1−2        |

### Heenduel
|                           |             |       |          |                                                                                           |
| 8 juli 2009 21:50 (UTC−3) | Estudiantes | 0 – 0 | Cruzeiro | Estadio Ciudad de La Plata, La Plata Toeschouwers: 30.000 Scheidsrechter: Jorge Larrionda |
| 8 juli 2009 21:50 (UTC−3) | Verslag     |       |          | Estadio Ciudad de La Plata, La Plata Toeschouwers: 30.000 Scheidsrechter: Jorge Larrionda |

### Return
|                            |              |         |                           | |
| 15 juli 2009 21:50 (UTC−3) | Cruzeiro     | 1 – 2   | Estudiantes               | Estádio Governador Magalhães Pinto (Mineirão), Belo Horizonte Toeschouwers: 70.000 Scheidsrechter: Carlos Chandía |
| 15 juli 2009 21:50 (UTC−3) | Henrique 52' | Verslag | 57' Fernández 73' Boselli | Estádio Governador Magalhães Pinto (Mineirão), Belo Horizonte Toeschouwers: 70.000 Scheidsrechter: Carlos Chandía |

## Topscorers
| Pos | Speler              | Club             | Goals |
| --- | ------------------- | ---------------- | ----- |
| 1   | Mauro Boselli       | Estudiantes      | 8     |
| 2   | Jorge Núñez         | Nacional         | 7     |
| 2   | Rodrigo Teixeira    | Deportivo Cuenca | 7     |
| 4   | Keirrison           | Palmeiras        | 6     |
| 4   | Souza               | Grêmio           | 6     |
| 6   | Borges              | São Paulo        | 5     |
| 6   | Darío Figueroa      | Caracas          | 5     |
| 6   | Rodrigo Palacio     | Boca Juniors     | 5     |
| 6   | Martín Palermo      | Boca Juniors     | 5     |
| 6   | Wellington Paulista | Cruzeiro         | 5     |

## Kampioen
| Copa Libertadores 2009            |
| --------------------------------- |
| Estudiantes de La Plata 4de titel |

## Statistieken

### Scheidsrechters
| Naam              | Geboren    | Land   | Duels | Kreeg geel | Kreeg voor de tweede keer geel en dus rood | Weggestuurd |
| ----------------- | ---------- | ------ | ----- | ---------- | ------------------------------------------ | ----------- |
| Carlos Chandía    | 14.11.1964 | CHI    | 9     | 38         | 0                                          | 3           |
| Carlos Torres     | 27.04.1970 | PAR    | 9     | 52         | 3                                          | 0           |
| Roberto Silvera   | 30.01.1971 | URU    | 8     | 46         | 2                                          | 1           |
| Carlos Vera       | 25.06.1976 | ECU    | 8     | 45         | 0                                          | 0           |
| Jorge Larrionda   | 09.03.1968 | URU    | 7     | 38         | 1                                          | 7           |
| Carlos Amarilla   | 26.10.1970 | PAR    | 6     | 36         | 3                                          | 2           |
| Sergio Pezzotta   | 28.11.1967 | ARG    | 6     | 30         | 5                                          | 0           |
| Héctor Baldassi   | 05.01.1966 | ARG    | 5     | 25         | 0                                          | 3           |
| Enrique Osses     | 26.05.1974 | CHI    | 5     | 21         | 0                                          | 0           |
| Víctor Rivera     | 11.01.1967 | PER    | 5     | 23         | 0                                          | 1           |
| Juan Soto         | 14.10.1977 | VEN    | 5     | 21         | 0                                          | 5           |
| Leonardo Gaciba   | 26.06.1971 | BRA    | 4     | 16         | 1                                          | 1           |
| Antonio Arias     | 07.09.1972 | PAR    | 3     | 14         | 0                                          | 0           |
| Federico Beligoy  | 13.10.1969 | ARG    | 3     | 18         | 0                                          | 2           |
| José Buitrago     | 05.11.1970 | COL    | 3     | 17         | 0                                          | 0           |
| Víctor Carrillo   | 30.10.1975 | PER    | 3     | 17         | 1                                          | 1           |
| Sálvio Fagundes   | 14.09.1968 | BRA    | 3     | 16         | 0                                          | 1           |
| Saul Laverni      | 21.01.1970 | ARG    | 3     | 15         | 0                                          | 1           |
| Óscar Ruiz        | 01.11.1969 | COL    | 3     | 21         | 2                                          | 1           |
| Carlos Simon      | 03.09.1965 | BRA    | 3     | 11         | 1                                          | 0           |
| César de Oliveira | 16.12.1973 | BRA    | 2     | 9          | 0                                          | 0           |
| Paulo de Oliveira | 16.12.1973 | BRA    | 2     | 13         | 1                                          | 1           |
| Albert Duarte     | 13.07.1969 | COL    | 2     | 13         | 2                                          | 1           |
| Carlos Galeano    | 30.06.1972 | PAR    | 2     | 7          | 0                                          | 0           |
| Manuel Garay      | 28.04.1970 | PER    | 2     | 7          | 0                                          | 0           |
| Alfredo Intriago  | 04.12.1970 | ECU    | 2     | 12         | 0                                          | 3           |
| Heber Lopes       | 13.07.1972 | BRA    | 2     | 9          | 1                                          | 1           |
| René Ortube       | 26.12.1964 | BOL    | 2     | 7          | 1                                          | 0           |
| Wilmar Roldán     | 24.01.1980 | COL    | 2     | 15         | 0                                          | 0           |
| Diego Abal        | 28.12.1971 | ARG    | 1     | 1          | 0                                          | 0           |
| Joaquín Antequera | 20.09.1973 | BOL    | 1     | 6          | 0                                          | 2           |
| Benito Archundia  | 21.03.1966 | MEX    | 1     | 10         | 0                                          | 0           |
| Georges Buckley   | 23.04.1974 | PER    | 1     | 5          | 3                                          | 0           |
| Gabriel Favale    | 19.07.1967 | ARG    | 1     | 6          | 0                                          | 0           |
| Samuel Haro       | 26.10.1978 | ECU    | 1     | 4          | 1                                          | 0           |
| Pablo Lunati      | 05.06.1967 | ARG    | 1     | 6          | 0                                          | 0           |
| Óscar Maldonado   | 13.04.1972 | BOL    | 1     | 4          | 1                                          | 1           |
| Ricardo Marques   | 18.06.1979 | BRA    | 1     | 4          | 0                                          | 0           |
| Raúl Orosco       | 25.03.1979 | BOL    | 1     | 5          | 0                                          | 1           |
| Luis Penuela      | 21.06.1970 | COL    | 1     | 6          | 0                                          | 0           |
| Pablo Pozo        | 27.03.1973 | CHI    | 1     | 5          | 1                                          | 0           |
| Marco Rodríguez   | 10.11.1973 | MEX    | 1     | 4          | 1                                          | 0           |
| Wilson Seneme     | 28.09.1970 | BRA    | 1     | 2          | 0                                          | 0           |
| Martín Vázquez    | 14.01.1969 | URU    | 1     | 5          | 1                                          | 0           |
| Totaal            | Totaal     | Totaal | 134   | 685        | 32                                         | 39          |